# 41 Arietis
41 Arietis (Bharani, 41 Ari) – gwiazda w gwiazdozbiorze Barana, odległa od Słońca o około 170 lat świetlnych.

## Nazwa
Gwiazda ta ma tradycyjną nazwę Bharani, która wywodzi się z tradycji indyjskiej. Dla Hindusów gwiazdy noszące oznaczenie Flamsteeda 41, 33, 35 i 39 Arietis tworzą 28. nakszatrę (konstelację) Bharani (dewanagari: भरणी). Była to także najjaśniejsza gwiazda historycznej konstelacji o nazwie Musca Borealis (Mucha Północna; także Pszczoła – Apis lub Osa – Vespa). Grupa robocza Międzynarodowej Unii Astronomicznej do spraw uporządkowania nazewnictwa gwiazd zatwierdziła użycie nazwy Bharani dla określenia tej gwiazdy.

## Właściwości fizyczne
Jest to pojedyncza, biało-błękitna gwiazda należąca do typu widmowego B. Ma temperaturę około 12 tysięcy kelwinów, emituje 126 razy więcej promieniowania niż Słońce. Jej masa to około 3,2 M☉, a promień jest 2,6 raza większy niż promień Słońca. Gwiazda jest około połowy okresu syntezy wodoru w hel w jądrze, dla takiej masy trwającego około 300 mln lat. Jak większość gwiazd typu B obraca się szybko wokół osi, z prędkością na równiku równą co najmniej 180 km/s (90 razy szybciej niż Słońce); pełny obrót zajmuje jej co najwyżej 17 godzin. Gwiazda była dawniej uznawana za zmienną, ale przeczą temu nowsze pomiary.
Gwiazda ma wielu towarzyszy optycznych, ale jest tylko gwiazdą podwójną. Słabszy składnik układu, rozpoznany dzięki spektroskopii i zaobserwowany z użyciem interferometrii, w 2003 roku znajdował się zaledwie 0,1 sekundy kątowej od jaśniejszej gwiazdy. W przestrzeni gwiazdy dzieli około 15 au, okrążają wspólny środek masy w czasie około 30 lat.